# جیم تامپسون (نویسنده)
 جیم تامپسون (انگلیسی: Jim Thompson؛ ۲۷ سپتامبر ۱۹۰۶ – ۷ آوریل ۱۹۷۷) یک نویسنده اهل ایالات متحده آمریکا بود. از کارهای معروف وی می‌توان به قاتل درون من، بعد از تاریکی، عزیزم اشاره کرد.